# Куряче
Ку́ряче — село в Україні, у Довжанській міській громаді Довжанського району Луганської області. Населення становить 214 осіб.
Знаходиться на тимчасово окупованій території України.

## Географія
Географічні координати: 48°10' пн. ш. 39°36' сх. д. Часовий пояс — UTC+2. Загальна площа села — 12,3 км².
Село розташоване у східній частині Донбасу за 45 км від міста Довжанська. Найближча залізнична станція — Довжанська, за 45 км. Через село протікає річка Довжик.

## Історія
Засноване в 1880 році на річці Довжик.
12 червня 2020 року, відповідно до Розпорядження Кабінету Міністрів України № 717-р «Про визначення адміністративних центрів та затвердження територій територіальних громад Луганської області», увійшло до складу Довжанської міської громади.
17 липня 2020 року, в результаті адміністративно-територіальної реформи та ліквідації  колишніх Довжанського (1938—2020) та Сорокинського районів, увійшло до складу новоутвореного Довжанського району.

## Населення

### Мова
Розподіл населення за рідною мовою за даними перепису 2001 року:
| Мова       | Кількість | Відсоток |
| ---------- | --------- | -------- |
| українська | 154       | 71.96%   |
| російська  | 59        | 27.57%   |
| румунська  | 1         | 0.47%    |
| Усього     | 214       | 100%     |

За даними перепису 2001 року населення села становило 214 осіб, з них 71,96% зазначили рідною мову українську, 27,57% — російську, а 0,47% — іншу.

## Пам'ятки
Неподалік від села розташований ботанічний заказник місцевого значення «Курячий».
Також на території села є братська могила радянських воїнів.